# Pavol Dobšinský
Pavol Dobšinský (n. 16 martie 1828, Slavošovce, Košický kraj, Slovacia – d. 22 octombrie 1885, Drienčany, Banskobystrický kraj, Slovacia) a fost un scriitor slovac, preot evanghelic și culegător de folclor care a aparținut perioadei romantismului și generației Štúr (al renașterii naționale slovace din secolul al XIX-lea). Este probabil cel mai bine cunoscut pentru crearea celei mai mari și mai complete colecții de povești populare slovace, Prostonárodnie slovenské povesti (Povești slovace naționale), pe care a publicat chiar el într-o serie de opt volume din 1880 până în 1883.
A adunat și a scris în mod constant cântece populare, proverbe, zicători, ghicitori, jocuri, obiceiuri și superstiții populare slovace.

## Biografie
Pavol Dobšinský s-a născut în familia unui pastor evanghelic din Slavošovce. A studiat în liceele din Rožňava și Miškovec. Din 1840 a studiat la liceul evanghelic din Levoča. În 1850 a susținut cu succes examenul parohial. În perioada 1848–1849 s-a alăturat armatei revoluționare și ulterior a devenit soldat al armatei austro-ungare. Din 1850 până în 1852 a lucrat la Revúca ca ajutor al pastorului și etnografului evanghelic Samuel Reuss. Datorită acestuia, a început să adune și să publice literatura populară slovacă. Din 1852 a lucrat la revista Slovenské pohľady, ulterior a lucrat pe post de capelan, iar în perioada 1858–1861 ca profesor de limbă și literatură slovacă în Banská Štiavnica și, în cele din urmă, s-a stabilit la Drienčany, unde a lucrat ca preot din anul 1861. Pavol Dobšinský a decedat la 22 octombrie 1885, cauza morții fiind o pneumonie severă.
A fost căsătorit de două ori - prima dată cu Paulina Schmidt. A doua soție a fost Adela Medvecká-Čajaková, văduva lui Janek Čajak și sora scriitoarei Terézia Vansová.

## Lucrări
Majoritatea lucrărilor sale s-au concentrat asupra folclorului slovac. A publicat mai întâi o colecție de povești slovace, Slovenské povesti (Povești slovace), în 1858-1861 cu un total de 6 volume și 64 de povești. Apoi a publicat Prostonárodnie obyčaje, povery a hry slovenské (Obiceiuri naționale slovace, superstiții și jocuri) în 1880, cu doar cinci ani înainte de moartea sa. În același an, Pavol Dobšinský a început, de asemenea, să publice o serie de volume pe cheltuiala sa a unei colecții mai complete și mai mari de povești populare slovace, Prostonárodnie slovenské povesti (Povești slovace naționale). El a continuat să publice mai multe volume ale acestei serii până în 1883, adunând în total până la 90 de povești în 8 volume. Deoarece majoritatea basmelor populare și poveștilor au fost destinate inițial publicului adult, Dobšinský a trebuit să le rescrie, înlăturând multă brutalitate, erotism și umorul suculent, făcându-le astfel potrivite pentru copii și ajutându-le simultan să devină mai populare.
Aceste lucrări sunt considerate în continuare colecții esențiale și reprezentative ale folclorului slovac, deși au fost rescrise de mai multe ori și au fost publicate în peste douăzeci și una de țări. Până în prezent, acestea rămân unele dintre cele mai populare cărți slovace scrise vreodată.

## Lucrări online
- DOBŠINSKÝ, P., ŠKULTÉTY, A. H. Slovenské povesti Kniha 1. Povesti prastarých báječných časov. Rožňava: [s.n.], 1858. 401 p. - available at ULB´s Digital Library